# Liste der Kulturgüter in Oberhofen am Thunersee
Die Liste der Kulturgüter in Oberhofen am Thunersee enthält alle Objekte in der Gemeinde Oberhofen am Thunersee im Kanton Bern, die gemäss der Haager Konvention zum Schutz von Kulturgut bei bewaffneten Konflikten, dem Bundesgesetz vom 20. Juni 2014 über den Schutz der Kulturgüter bei bewaffneten Konflikten sowie der Verordnung vom 29. Oktober 2014 über den Schutz der Kulturgüter bei bewaffneten Konflikten unter Schutz stehen.
Objekte der Kategorie A und B sind vollständig in der Liste enthalten, Objekte der Kategorie C fehlen zurzeit (Stand: 28. März 2024). Unter übrige Baudenkmäler sind geschützte Objekte zu finden, die im Bauinventar des Kantons Bern als «schützenswert» verzeichnet sind.

## Kulturgüter
| Foto |                                                                                            | Objekt                                                          | Kat. | Typ | Standort                                 | Beschreibung |
| ---- | ------------------------------------------------------------------------------------------ | --------------------------------------------------------------- | ---- | --- | ---------------------------------------- | --- |
| ja   | Datei hochladen · Wikidata zu Schloss Oberhofen (Q679478)                                  | Schloss KGS-Nr.: 01138                                          | A    | G   | Schloss 1–11 617568 / 175413             | Die Schlossanlage wird von einem Bergfried mit hohem Walmdach dominiert, der um 1200 erbaut und im 14./15. Jahrhundert aufgestockt wurde. An drei Seiten ist er von Wohnbauten (Palas) umgeben. Die Schlosskapelle an der Südwestecke stammt aus der Zeit um 1400. Von 1849 bis 1852 gestaltete James Colin das Schloss im Stil der Neugotik um, 1869/70 erfolgte der Ausbau des Südtraktes nach Plänen von Friedrich Hopf. Das markante Wassertürmchen mit Brücke ist eine Rekonstruktion von 1895/96. |
| ja   | Datei hochladen · Wikidata zu Wichterheergut (Q19362678)                                   | Wichterheergut KGS-Nr.: 01142                                   | A    | G   | Staatsstrasse 16, 18, 20 617821 / 175280 | Im Kern bis ins Jahr 1518 zurückreichendes Weinbauernhaus, wesentlich durch den Umbau von 1740 geprägt, heute als Museum für Uhren und mechanische Musikinstrumente genutzt. Dreigeschossiger, herrschaftlicher Putzbau mit steilem, geknicktem Halbwalmdach und Sandstein-Ecklisenen. Zur selben Baugruppe gehören eine Scheune aus der ersten Hälfte des 18. Jahrhunderts und das Gesindehaus aus derselben Zeitepoche, ein massiver Putzbau mit leicht geknicktem Halbwalmdach.                      |
| ja   | Datei hochladen · Wikidata zu Klösterli (Q29674268)                                        | Klösterli KGS-Nr.: 01139                                        | B    | G   | Klösterliweg 9 617885 / 175500           | 1626/27 erbautes herrschaftliches Weinbauernhaus. Der zweigeschossige Wohntrakt im Westen ist ein Fachwerkbau mit gemauertem Erdgeschoss-Sockel und Treppenturm. Rechtwinklig dazu, mit deutlich höherem First, steht das gemauerte Trüelhaus, dessen östlichster Teil den spätgotischen Vorgängerbau enthält. An der Südostseite des Treppenturms ist eine Sonnenuhr angebracht. |
| ja   | Datei hochladen · Wikidata zu Reformierte Kirche mit Pfarrhaus in Hilterfingen (Q29674313) | Reformierte Kirche mit Pfarrhaus in Hilterfingen KGS-Nr.: 01140 | B    | G   | Schoren 40, 42 617065 / 175870           | 1727 über dem Grundriss von vier Vorgängerbauten errichtetes Kirchengebäude. Die verputzte barocke Saalkirche unter Walmdach besitzt an ihrer Nordseite einen Turm aus spätgotischer Zeit sowie eine klassizistische Vorhalle. Die Ausstattung stammt überwiegend aus dem 16. und 17. Jahrhundert. Nebenan steht das Pfarrhaus von 1726, ein stattlicher Putzbau unter stark geknicktem Walmdach mit schlichter Fassadengliederung.                                                                     |
| ja   | Datei hochladen · Wikidata zu Schlössli Simeon (Q29674348)                                 | Schlössli Simeon KGS-Nr.: 01141                                 | B    | G   | Schoren 1 617490 / 175560                | Die von 1886 bis 1889 erbaute Villa, die an französische Renaissance-Formen anknüpft, dient heute als Sitz der Gemeindeverwaltung. Der herausragende Backsteinbau wird durch Sandsteinelemente reich gegliedert und besitzt einen komplexen Grundriss, der sich im Dachbereich durch eine Vielzahl von Giebeln und Türmchen abzeichnet. Das Bauwerk soll eine Nachbildung des abgegangenen Stammsitzes der Grafen Siméon in Saint-Gaultier (Département Indre) sein.                                    |
| BW   | Datei hochladen · Wikidata zu Parkhotel (Q110972925)                                       | Parkhotel KGS-Nr.: 16786                                        | B    | G   | Friedbühlweg 36 617518 / 175826          | Hotelgebäude von 1913. |

## Übrige Baudenkmäler
Hinweis: Anstelle der KGS-Nummer wird als Objekt-Identifikator (ID) die Grundstücksnummer verwendet.
| ID       | Foto |                                                      | Objekt                                                                          | Typ | Standort                                | Beschreibung           |
| -------- | ---- | ---------------------------------------------------- | ------------------------------------------------------------------------------- | --- | --------------------------------------- | ---------------------- |
| 2        | BW   | Datei hochladen                                      | Ehemaliges Ofen- und Waschhaus (1677)                                           | G   | Schoren 40a 617063 / 175893             |                        |
| 2        | BW   | Datei hochladen                                      | Brunnenanlage (1821)                                                            | K   | Schoren N.N. 617053 / 175887            |                        |
| 9        | ja   | Datei hochladen                                      | Ehemaliges Hotel Viktoria (1903)                                                | G   | Schneckenbühlstrasse 13 617472 / 175647 |                        |
| 35       | BW   | Datei hochladen                                      | Ehemaliges Hotel Moy (1876)                                                     | G   | Schneckenbühlstrasse 9 617552 / 175636  |                        |
| 52       | BW   | Datei hochladen                                      | Ehemaliges Kleinbauernhaus (um 1900)                                            | G   | Schoren 27 617107 / 175699              |                        |
| 79       | BW   | Datei hochladen                                      | Ehemalige Käserei (um 1870)                                                     | G   | Alpenstrasse 7a 617667 / 175572         |                        |
| 105      | BW   | Datei hochladen                                      | Ehemaliges Rebbauernhaus (1717)                                                 | G   | Längenschachen 1 618378 / 175006        |                        |
| 174      | BW   | Datei hochladen                                      | Schlosserei (um 1915)                                                           | G   | Alpenstrasse 21a 617730 / 175486        |                        |
| 192      | BW   | Datei hochladen                                      | Speicher (um 1800)                                                              | G   | Richtstattstrasse 5a 617874 / 175472    |                        |
| 204      | BW   | Datei hochladen                                      | Villa Dragula (1900)                                                            | G   | Sonnenbühlstrasse 16 617504 / 175726    |                        |
| 250      | ja   | Datei hochladen                                      | Turmhaus (1864)                                                                 | G   | Schoren 13 617268 / 175579              |                        |
| 251      | ja   | Datei hochladen                                      | Befestigungsmauer und Nebengebäude des Schlosses (um 1910)                      | G   | Schloss 1 617538 / 175460               |                        |
| 251      | BW   | Datei hochladen                                      | Pförtnerhaus (1855)                                                             | G   | Schloss 2 617550 / 175461               |                        |
| 251      | ja   | Datei hochladen                                      | Ehemaliges Wasserschloss, Bergfried (1200) mit Aufstockungen im 14. und 15. Jh. | G   | Schloss 3 617536 / 175419               |                        |
| 251      | ja   | Datei hochladen                                      | Torturm (1855)                                                                  | G   | Schloss 3a 617561 / 175464              |                        |
| 251      | BW   | Datei hochladen                                      | Remise (1855)                                                                   | G   | Schloss 4 617567 / 175464               |                        |
| 251      | ja   | Datei hochladen                                      | Stallgebäude (1855)                                                             | G   | Schloss 5 617578 / 175462               |                        |
| 251      | ja   | Datei hochladen                                      | Remise (1855)                                                                   | G   | Schloss 6 617590 / 175463               |                        |
| 251      | BW   | Datei hochladen                                      | Schloss (1855)                                                                  | G   | Schloss 7 617575 / 175416               |                        |
| 251      | BW   | Datei hochladen                                      | Bootshaus (1928)                                                                | G   | Schloss 8 617577 / 175371               |                        |
| 251      | ja   | Datei hochladen                                      | Pavillon (1853)                                                                 | G   | Schloss 9 617630 / 175390               |                        |
| 251      | BW   | Datei hochladen                                      | Gärtnerhaus / Ökonomiegebäude (1855)                                            | G   | Schloss 10 617666 / 175386              |                        |
| 251      | BW   | Datei hochladen                                      | Orangerie mit Treibhaus (1862)                                                  | G   | Schloss 11 617701 / 175347              |                        |
| 251      | BW   | Datei hochladen                                      | Pergola (1868)                                                                  | G   | Schloss 11a 617730 / 175256             |                        |
| 253      | BW   | Datei hochladen                                      | Wohnhaus Friedbühl (1899)                                                       | G   | Friedbühlweg 25 617350 / 175818         |                        |
| 290      | ja   | Datei hochladen                                      | Jenner-Villa (frühes 19. Jh.)                                                   | G   | Schoren 7 617390 / 175584               |                        |
| 290      | ja   | Datei hochladen                                      | Gartenpavillon (2. Hälfte 19. Jh.)                                              | G   | Schoren 7b 617367 / 175573              |                        |
| 312; 354 | BW   | Datei hochladen                                      | Dreiteiliges ehemaliges Bauernhaus (17. Jh.)                                    | G   | Kupfergasse 9, 11, 13 617694 / 175467   |                        |
| 326      | BW   | Datei hochladen                                      | Bauernhaus (1797)                                                               | G   | Alpenstrasse 24 617786 / 175398         |                        |
| 355      | ja   | Datei hochladen                                      | Villa (1893)                                                                    | G   | Schoren 15 617235 / 175593              |                        |
| 389      | BW   | Datei hochladen                                      | Schulhaus (1864)                                                                | G   | Schlossgasse 8 617564 / 175510          |                        |
| 470      | BW   | Datei hochladen · Wikidata zu Parkhotel (Q110972925) | Parkhotel Oberhofen (1913)                                                      | G   | Friedbühlweg 36 617518 / 175826         | Hotelgebäude von 1913. |
| 504      | BW   | Datei hochladen                                      | Doppelbauernhaus (1. Hälfte 17. Jh.)                                            | G   | Kupfergasse 8, 10 617721 / 175416       |                        |
| 517      | BW   | Datei hochladen                                      | Ehemaliges Stallgebäude (1889)                                                  | G   | Staatsstrasse 2 617543 / 175581         |                        |
| 519      | BW   | Datei hochladen                                      | Ehemalige Pension Oberhofen (um 1870)                                           | G   | Alpenstrasse 1 617634 / 175618          |                        |
| 528      | BW   | Datei hochladen                                      | Villa Paradiso (1912)                                                           | G   | Neuenackerstrasse 5 617561 / 176006     |                        |
| 607      | BW   | Datei hochladen                                      | Ehemaliges Bauernhaus (1663)                                                    | G   | Aeschlenstrasse 3 618538 / 174944       |                        |
| 628      | BW   | Datei hochladen                                      | Mauer (mittelalterlich)                                                         | G   | Burchgasse N.N. 617740 / 175653         |                        |
| 686      | BW   | Datei hochladen                                      | Rebhaus (15. Jh.)                                                               | G   | Alter Oberländerweg 1 618256 / 175154   |                        |
| 742      | BW   | Datei hochladen                                      | Bauernhaus (um 1800)                                                            | G   | Aebnitstrasse 6 617500 / 175569         |                        |